# Alena V. Ledeneva
Alena V. Ledeneva (rusko: Алёна Валерьевна Леденёва; 1964) je profesorica za politiko in družbo na Šoli za slovanske in vzhodnoevropske študije (School of Slavonic and East European Studies, SSEES), University College London (UCL) v Veliki Britaniji. Znana je po raziskovanju fenomena blat in sistema, korupcije in neformalnih praks v Rusiji. 

## Kariera
Ledeneva je na Novosibirski državni univerzi diplomirala iz ekonomije (1986), na Univerzi v Cambridgeu (Newnham College) pa magistrirala (MPhil 1992) in doktorirala (PhD 1996) iz družbene in politične teorije. Bila je podoktorska raziskovalka na New Hall College v Cambridgeu (1996-1999), raziskovalka v Davis centru na Univerzi Harvard (2005), Simonova gostujoča profesorica na Univerzi v Manchestru (2006), gostujoča profesorica na SciencesPo v Parizu (2010) in gostujoča profesorica na Inštitutu za napredne študije v Parizu (2013-2014). Je članica diskusijskega kluba Valdai. Ledeneva vodi obsežen raziskovalni projekt z naslovom Protikorupcijske politike pod drobnogledom: Globalni trendi in Evropski odzivi na izzive korupcije (ANTICORRP), ki ga financira Sedmi okvirni program Evropske komisije.

## Raziskovalno delo
Ledeneva je študij neformalnih praks začela z raziskavo uporabe medosebnih poznanstev za pridobivanje dobrin in uslug v Rusiji, poznane kot blat, ki jo je opisala v svoji prvi monografiji Russia’s Economy of Favours (1998). Raziskava je ponudila odgovor na dvojni problem avtoritarnih režimov v ekonomiji pomanjkanja: preživetje ljudi in vzporedno preživetje režima. Prav tako je odprla pot za raziskovanje političnih in gospodarskih režimov z nove perspektive - perspektive neformalnih praks. 
V naslednji monografiji How Russia Really Works (2006), prevedeni tudi v kitajščino in korejščino, je Ledeneva identificirala ruske neformalne prakse, ki so od 1990-ih dalje nadomestile blat pri delovanju političnih in gospodarskih institucij.
Knjiga Can Russia Modernize: Putin's System, Power Networks in neformalno upravljanje (2013) zagovarja tezo, da so neformalne prakse pomemben kazalnik pri ocenjevanju modelov upravljanja. Monografija se osredotoča na vlogo klientelističnih mrež v neformalnem upravljanju (te postajajo vse večja mednarodna skrb) in na neformalne mrežne sisteme upravljanja kot izzive za politično vodstvo.
Te tri monografije sestavljajo rusko trilogijo, ki sledi delovanju neformalnih mrež od časa Sovjetske zveze (ljudske mreže), mimo post-sovjetske tranzicije v 1990-ih (profesionalne mreže) do sodobne Rusije (mreže oblasti).
Ledenevina raziskava sisteme, sistemske korupcije v ruski politiki, je služila kot podlaga za razumevanje ruskega vmešavanja v politiko drugih držav, zlasti predsedniških volitev v ZDA leta 2016.
Interdisciplinarne študije neformalnosti so pomembno vplivale na razumevanje socialnega kapitala, potrošnje, trga dela, podjetništva, družbenega zaupanja, mobilnosti in migracije, pomanjkanja, blagovne menjave, strategij preživetja, alternativnih valut, sive ekonomije, redistribucije in darilnih ekonomij, in demokracije. Ti vplivi ponazarjajo prizadevanja družboslovcev, da bi v študije politike in gospodarstva ponovno vključili družbene razsežnosti.
Obsežno Globalno enciklopedijo neformalnosti (oba dela sta v 2018 izšla pri UCL Press v odprtem dostopu) zaznamuje Ledenevin premik raziskovalnega zanimanja h globalnim vzorcem neformalnosti. Enciklopedija vsebuje več kot 200 člankov o neformalnih praksah, dopolnjuje pa jo spletna wiki baza.

## Izbrane publikacije
Russia’s Economy of Favours (Cambridge University Press, 1998) 
How Russia Really Works (Cornell University Press, 2006)
Can Russia Modernise? Sistema, Power Networks and Informal Governance (Cambridge University Press, 2013)
The Global Encyclopaedia of Informality, Volume 1 (UCL Press, 2018, odprt dostop)
The Global Encyclopaedia of Informality, Volume 2  (UCL Press, 2018, odprt dostop)